# Irish Cup 2014-2015
La Irish Cup 2014-2015 è stata la 135ª edizione del torneo. La competizione è iniziata il 23 agosto 2014 con il primo turno ed è terminata il 2 maggio 2015 con la finale. Il Glentoran ha vinto il trofeo per la 22ª volta nella sua storia.

## Formato
Rispetto all'edizione precedente il numero delle squadre è passato da 119 a 125.

Al primo turno accedono 80 squadre provenienti dalle serie regionali, dal quarto al settimo livello. A queste se ne aggiungono altre quattro nei turni successivi. Le 11 vincenti del terzo turno raggiungono le 29 squadre appartenenti alla IFA Championship, secondo e terzo livello. Al quinto turno accedono le 12 squadre appartenenti alla IFA Premiership.

Per la prima volta dalla stagione 1994-1995 la finale è stata disputata al The Oval di Belfast, invece che al Windsor Park.
| Turno            | Sorteggio        | Data prima partita | Partire | Squadre  |
| ---------------- | ---------------- | ------------------ | ------- | -------- |
| Primo turno      | 29 luglio 2014   | 23 agosto 2014     | 40      | 125 → 85 |
| Secondo turno    | 1 settembre 2014 | 4 ottobre 2014     | 22      | 85 → 63  |
| Terzo turno      | 6 ottobre 2014   | 8 novembre 2014    | 11      | 63 → 52  |
| Quarto turno     | 10 novembre 2014 | 6 dicembre 2014    | 20      | 52 → 32  |
| Quinto turno     | 17 dicembre 2014 | 10 gennaio 2015    | 16      | 32 → 16  |
| Sesto turno      | 10 gennaio 2015  | 7 febbraio 2015    | 8       | 16 → 8   |
| Quarti di finale | 7 febbraio 2015  | 28 febbraio 2015   | 4       | 8 → 4    |
| Semifinali       | 28 febbraio 2015 | 21 marzo 2015      | 2       | 4 → 2    |
| Finale           | -                | 2 maggio 2015      | 1       | 2 → 1    |

## Primo turno
| Squadra 1              | Risultato             | Squadra 2                |
| ---------------------- | --------------------- | ------------------------ |
| 23 agosto 2014         |                       |                          |
| Abbey Villa            | Canc.                 | Lisanally Rangers        |
| Albert Foundry         | 1 – 0                 | Portaferry Rovers        |
| Ardglass               | 4 – 3 (dts)           | Fivemiletown United      |
| Ards Rangers           | 3 – 2                 | Islandmagee              |
| Ballymacash Rangers    | 2 – 1                 | Dromara Village          |
| Ballynahinch Olympic   | 3 – 1                 | Grove United             |
| Ballynahinch United    | 2 – 3 (dts)           | Lisburn Rangers          |
| Ballywalter Recreation | 2 – 0                 | Bryansburn Rangers       |
| Banbridge Rangers      | Canc.                 | Draperstown Celtic       |
| Bangor Amateurs        | 2 – 1                 | Dundonald                |
| Chimney Corner         | 2 – 3 (dts)           | Malachians               |
| Comber Recreation      | 1 – 2                 | Hanover                  |
| Crewe United           | 0 – 7                 | St Mary's                |
| Crumlin Star           | 2 – 1                 | Larne Technical Old Boys |
| Crumlin United         | 5 – 1                 | Orangefield Old Boys     |
| Derriaghy Cricket Club | 3 – 1                 | Newcastle                |
| Drumaness Mills        | 2 – 1                 | Downshire Young Men      |
| Dungiven Celtic        | 0 – 1                 | Donard Hospital          |
| Dunloy                 | 2 – 0                 | Ballysillan Swifts       |
| Dunmurry Recreation    | 3 – 0                 | Downpatrick              |
| East Belfast           | 3 – 2                 | Lower Maze               |
| Groomsport             | 0 – 4                 | 1st Bangor Old Boys      |
| Holywood               | Canc.                 | Mountjoy United          |
| Immaculata             | 2 – 0                 | St Patrick's Young Men   |
| Killyleagh Youth       | 2 – 2 (dts) (3–2 dcr) | Barn United              |
| Killymoon Rangers      | 2 – 5 (dts)           | Newtowne                 |
| Kilmore Recreation     | 2 – 5                 | Brantwood                |
| Kilroot Recreation     | 0 – 8                 | Sirocco Works            |
| Lurgan Town            | 2 – 3 (dts)           | UUJ                      |
| Magherafelt Sky Blues  | 4 – 2                 | Dromore Amateurs         |
| Moneyslane             | 1 – 4                 | Colin Valley             |
| Newbuildings United    | 1 – 3                 | Desertmartin             |
| Nortel                 | 2 – 2 (dts) (2–3 dcr) | Shankill Utd             |
| Oxford Sunnyside       | 1 – 3                 | Ardstraw                 |
| Rathfern Rangers       | 3 – 1                 | Iveagh United            |
| Rathfriland Rangers    | 4 – 0                 | Seagoe                   |
| Richhill               | 0 – 2                 | Oxford United Stars      |
| Roe Rovers             | 1 – 3 (dts)           | Broomhill                |
| Saintfield United      | 2 – 2 (dts) (8–9 dcr) | Shorts                   |
| Strabane Athletic      | 1 – 4 (dts)           | Newry City               |
| Tandragee Rovers       | 4 – 1                 | Dunmurry Young Men       |
| Valley Rangers         | 2 – 3                 | Bloomfield               |
| Wellington Recreation  | 3 – 2 (dts)           | Ballynure Old Boys       |

## Secondo turno
Al secondo turno accedono le 40 squadre vincitrici il primo turno più Abbey Villa, Banbridge Rangers, Holywood e Markethill Swifts che avevano ricevuto un bye al primo turno.
| Squadra 1              | Risultato             | Squadra 2             |
| ---------------------- | --------------------- | --------------------- |
| 4 ottobre 2014         |                       |                       |
| 1st Bangor Old Boys    | 2 – 0                 | Colin Valley          |
| Abbey Villa            | 2 – 0                 | Ardstraw              |
| Ardglass               | 2 – 4                 | Ards Rangers          |
| Ballynahinch Olympic   | 2 – 2 (dts) (2–3 dcr) | Immaculata            |
| Ballywalter Recreation | 4 – 5                 | Shankill Utd          |
| Banbridge Rangers      | 4 – 3 (dts)           | Shorts                |
| Bloomfield             | 2 – 3                 | St Mary's             |
| Brantwood              | 4 – 2                 | Bangor Amateurs       |
| Crumlin Utd            | 7 – 0                 | Broomhill             |
| Derriaghy Cricket Club | 3 – 2                 | Holywood              |
| Desertmartin           | 1 – 3                 | Newtowne              |
| Dunmurry Recreation    | 0 – 2                 | Oxford United Stars   |
| Hanover                | 4 – 4 (dts) (5–3 dcr) | Magherafelt Sky Blues |
| Killyleagh Youth       | 0 – 3                 | Drumaness Mills       |
| Malachians             | 1 – 4 (dts)           | Crumlin Star          |
| Markethill Swifts      | 1 – 5                 | East Belfast          |
| Newry City             | 1 – 0                 | Donard Hospital       |
| Rathfern Rangers       | 2 – 5                 | Albert Foundry        |
| Rathfriland Rangers    | 3 – 0                 | Dunloy                |
| Sirocco Works          | 1 – 1 (dts) (1–3 dcr) | Lisburn Rangers       |
| Tandragee Rovers       | 5 – 1                 | Ballymacash Rangers   |
| UUJ                    | 2 – 0                 | Wellington Recreation |

## Terzo turno
| Squadra 1              | Risultato             | Squadra 2           |
| ---------------------- | --------------------- | ------------------- |
| 8 novembre 2014        |                       |                     |
| Albert Foundry         | 6 – 1                 | St Mary's           |
| Banbridge Rangers      | 0 – 2                 | Tandragee Rovers    |
| Crumlin Utd            | 3 – 0                 | UUJ                 |
| Derriaghy Cricket Club | 2 – 2 (dts) (2–0 dcr) | Oxford United Stars |
| Drumaness Mills        | 1 – 2                 | Brantwood           |
| East Belfast           | 3 – 5                 | Newtowne            |
| Immaculata             | 0 – 2                 | Crumlin Star        |
| Lisburn Rangers        | 2 – 7 (dts)           | Ards Rangers        |
| Newry City             | 4 – 0                 | Hanover             |
| 15 novembre 2014       |                       |                     |
| Abbey Villa            | 1 – 2                 | Shankill Utd        |
| 29 novembre 2014       |                       |                     |
| 1st Bangor Old Boys    | 1 – 1 (dts) (6–5 dcr) | Rathfriland Rangers |

## Quarto turno
Alle 11 squadre vincenti il terzo turno si aggiungono le 29 squadre appartenenti alla IFA Championship.
| Squadra 1               | Risultato   | Squadra 2           |
| ----------------------- | ----------- | ------------------- |
| 6 dicembre 2014         |             |                     |
| Annagh Utd              | 3 – 0       | 1st Bangor Old Boys |
| Armagh City             | 2 – 0       | Shankill Utd        |
| Banbridge Town          | 1 – 4       | Ards                |
| Bangor                  | 2 – 1       | Lurgan Celtic       |
| Carrick Rangers         | 4 – 1       | Albert Foundry      |
| Coagh United            | 0 – 2       | Brantwood           |
| Dergview                | 0 – 1       | Larne               |
| Derriaghy Cricket Club  | 3 – 2       | Wakehurst           |
| Donegal Celtic          | 2 – 3 (dts) | Ballyclare Comrades |
| Dundela                 | 4 – 1       | Ballymoney Utd      |
| Harland & Wolff Welders | 2 – 0       | Dollingstown        |
| Limavady Utd            | 1 – 3 (dts) | Tobermore United    |
| Lisburn Distillery      | 0 – 1       | Crumlin Star        |
| Loughgall               | 6 – 2       | Tandragee Rovers    |
| Moyola Park             | 3 – 2       | Glebe Rangers       |
| Newtowne                | 4 – 1       | Crumlin Utd         |
| Portstewart             | 2 – 1       | Newry City          |
| PSNI                    | 2 – 1       | Knockbreda          |
| Queen's University      | 2 – 3       | Newington Youth     |
| Sport & Leisure Swifts  | 2 – 6       | Ards Rangers        |

## Quinto turno
Al quinto turno accedono le 12 squadre appartenenti alla IFA Premiership.
| Squadra 1               | Risultato   | Squadra 2              |
| ----------------------- | ----------- | ---------------------- |
| 10 gennaio 2015         |             |                        |
| Harland & Wolff Welders | 2 – 0       | Derriaghy Cricket Club |
| Portstewart             | 3 – 2       | Dundela                |
| PSNI                    | 1 – 2 (dts) | Portadown              |
| Tobermore United        | 0 – 2       | Linfield               |
| Annagh Utd              | 1 – 3       | Ballyclare Comrades    |
| Armagh City             | 3 – 0       | Newtowne               |
| Ballymena Utd           | 4 – 0       | Crumlin Star           |
| Bangor                  | 4 – 0       | Brantwood              |
| Cliftonville            | 6 – 0       | Ards Rangers           |
| Coleraine               | 1 – 3       | Warrenpoint Town       |
| Crusaders               | 6 – 0       | Newington Youth        |
| Dungannon Swifts        | 4 – 2 (dts) | Ballinamallard Utd     |
| Glentoran               | 2 – 0       | Ards                   |
| Institute               | 5 – 1       | Loughgall              |
| Moyola Park             | 2 – 3       | Glenavon               |
| 20 gennaio 2015         |             |                        |
| Larne                   | 1 – 2       | Carrick Rangers        |

## Sesto turno
| Squadra 1               | Risultato             | Squadra 2        |
| ----------------------- | --------------------- | ---------------- |
| 7 febbraio 2015         |                       |                  |
| Harland & Wolff Welders | 2 – 0                 | Glenavon         |
| Portstewart             | 0 – 2                 | Portadown        |
| Ballyclare Comrades     | 0 – 0 (dts) (4–5 dcr) | Dungannon Swifts |
| Bangor                  | 0 – 2                 | Crusaders        |
| Carrick Rangers         | 3 – 1 (dts)           | Institute        |
| Cliftonville            | 1 – 2                 | Ballymena Utd    |
| Glentoran               | 4 – 1                 | Armagh City      |
| Linfield                | 5 – 0                 | Warrenpoint Town |

## Quarti di finale
| Squadra 1               | Risultato | Squadra 2        |
| ----------------------- | --------- | ---------------- |
| 28 febbraio 2015        |           |                  |
| Harland & Wolff Welders | 2 – 3     | Ballymena Utd    |
| Crusaders               | 4 – 1     | Carrick Rangers  |
| Glentoran               | 3 – 0     | Dungannon Swifts |
| Portadown               | 3 – 2     | Linfield         |

## Semifinali
Le semifinali si disputano il 21 marzo in campo neutro.
| Squadra 1     | Risultato | Squadra 2 |
| ------------- | --------- | --------- |
| 21 marzo 2015 |           |           |
| Crusaders     | 0 – 1     | Glentoran |
| Ballymena Utd | 1 – 3     | Portadown |

## Finale
| Arbitro: | Ross Dunlop |

|              |           |  |
| Scullion 54’ | Marcatori |  |